# Alberto Vera Aréjula

Bischofswappen von Alberto Vera Aréjula

Alberto Vera Aréjula OdeM (* 8. April 1957 in Aguilar del Río Alhama, Comarca de Cervera, Spanien) ist ein spanischer Ordensgeistlicher und römisch-katholischer Bischof von Nacala.

## Leben
Alberto Vera Aréjula trat in das Seminar der Mercedarier in Reus ein und legte 1975 die erste Profess ab. Die Ewige Profess folgte am 19. März 1981 im Kloster El Puig in Valencia. Am 14. Mai 1981 empfing er das Sakrament der Priesterweihe.
Papst Franziskus ernannte ihn am 30. März 2015 zum Titularbischof von Nova Barbara und zum Weihbischof in Xai-Xai. Die Bischofsweihe spendete ihm der Bischof von Xai-Xai, Lucio Andrice Muandula, am 2. Mai desselben Jahres. Mitkonsekratoren waren der Erzbischof von Maputo, Francisco Chimoio OFMCap, und der Bischof von Nacala, Germano Grachane CM.
Am 25. April 2018 ernannte ihn der Papst zum Bischof von Nacala.